# ژان-پل دوبوا
ژان-پل دوبوا (به فرانسوی: Jean-Paul Dubois) نویسنده فرانسوی است. او برنده جایزه گنکور فرانسه در سال ۲۰۱۹ نیز شده‌است. او نویسنده چندین رمان و سفرنامه است و گزارشگر رسانه نوول اوبزرواتور است.